# Strade Bianche femminile 2024
La Strade Bianche femminile 2024, decima edizione della corsa e valevole come quinta prova dell'UCI Women's World Tour 2024 categoria 1.WWT, si è svolta il 2 marzo 2024 su un percorso di 137 km, con partenza ed arrivo a Siena, in Italia. La vittoria fu appannaggio della belga Lotte Kopecky, la quale completò il percorso in 3h55'43", alla media di 34,872 km/h, precedendo l'italiana Elisa Longo Borghini e l'olandese Demi Vollering.
Sul traguardo di Siena, 55 cicliste delle 142 partite dalla medesima località, portarono a termine la competizione.

## Squadre e cicliste partecipanti
| N.      | Cod. | Squadra                      |
| ------- | ---- | ---------------------------- |
| 1-6     | SDW  | Team SD Worx-Protime         |
| 11-16   | AGS  | AG Insurance-Soudal Team     |
| 21-26   | VAI  | Aromitalia 3T Vaiano         |
| 31-36   | BPK  | BePink-Bongioanni            |
| 41-46   | BZA  | BTC City Ljubljana Zhiraf A. |
| 51-56   | CSR  | Canyon-SRAM Racing           |
| 61-66   | WNT  | Ceratizit-WNT Pro Cycling    |
| 71-76   | COF  | Cofidis Women Team           |
| 81-86   | EFC  | EF Education-Cannondale      |
| 91-96   | FST  | FDJ-Suez                     |
| 101-106 | FED  | Fenix-Deceuninck             |
| 111-116 | HPH  | Human Powered Health         |

| N.      | Cod. | Squadra                     |
| ------- | ---- | --------------------------- |
| 121-126 | SBT  | Isolmant-Premac-Vittoria    |
| 131-136 | LKF  | Laboral Kutxa-Fund. Euskadi |
| 141-146 | LTK  | Lidl-Trek                   |
| 151-156 | LAJ  | Liv AlUla Jayco             |
| 161-166 | MOV  | Movistar Team               |
| 171-176 | TCW  | Tashkent City Women Prof.   |
| 181-185 | DFP  | DSM-Firmenich PostNL        |
| 191-196 | MDS  | Team Mendelspeck Ge-Man     |
| 201-206 | TVL  | Team Visma-Lease a Bike     |
| 211-216 | TOP  | Top Girls Fassa Bortolo     |
| 221-226 | UAD  | UAE Team ADQ                |
| 231-236 | UXM  | Uno-X Mobility              |

## Ordine d'arrivo (Top 10)
| Pos. | Corridore            | Squadra      | Tempo    |
| ---- | -------------------- | ------------ | -------- |
| 1    | Lotte Kopecky        | SD Worx      | 3h55'43" |
| 2    | Elisa Longo Borghini | Lidl-Trek    | a 4"     |
| 3    | Demi Vollering       | SD Worx      | a 26"    |
| 4    | Katarzyna Niewiadoma | Canyon       | s.t.     |
| 5    | Shirin van Anrooij   | Lidl-Trek    | a 40"    |
| 6    | Kristen Faulkner     | EF Education | a 41"    |
| 7    | Riejanne Markus      | Visma        | a 1'01"  |
| 8    | Elise Chabbey        | Canyon       | a 1'54"  |
| 9    | Marianne Vos         | Visma        | s.t.     |
| 10   | Évita Muzic          | FDJ-Suez     | s.t.     |